# Шумячер, Семён Ефимович
Семён Ефи́мович Шумя́чер (7 [20] декабря 1914 — 2001) — советский звукооператор.

## Биография
С. Е. Шумячер с 1958 года по 1984 год работал звукооператором киностудии «Ленфильм».
Урна с прахом в колумбарии Санкт-Петербургского крематория.

## Фильмография
- 1959 — Невские мелодии (совместно с Григорием Эльбертом) (фильм-концерт) (Режиссёр-постановщик: Иосиф Шапиро)
- 1959 — Тётя Луша (ТВ) (Режиссёр-постановщик: Иосиф Шапиро)
- 1960 — Кроткая (Режиссёр-постановщик: Александр Борисов)
- 1960 — Ребята с Канонерского (совместно с Григорием Эльбертом) (Режиссёр-постановщик: Михаил Шапиро)
- 1961 — Самые первые (Режиссёр-постановщик: Анатолий Граник)
- 1962 — Завтрашние заботы (Режиссёры-постановщики: Григорий Аронов, Будимир Метальников)
- 1964 — Поезд милосердия (Режиссёр-постановщик: Искандер Хамраев)
- 1966 — Кто придумал колесо? (Режиссёр-постановщик: Владимир Шредель)
- 1967 — Зелёная карета (Режиссёр-постановщик: Ян Фрид)
- 1968 — Гроза над Белой (Режиссёры-постановщики: Евгений Немченко, Станислав Чаплин)
- 1969 — Приятный сюрприз (Режиссёр-постановщик: Марк Генин)
- 1969 — Пятеро с неба (Режиссёр-постановщик: Владимир Шредель)
- 1969 — Хозяин (Режиссёр-постановщик: Михаил Ершов)
- 1971 — Ночь на 14-й параллели (совместно с Галиной Голубевой) (Режиссёр-постановщик: Владимир Шредель)
- 1972 — Меченый атом (Режиссёр-постановщик: Игорь Гостев)
- 1974 — Царевич Проша (Режиссёр-постановщик: Надежда Кошеверова)
- 1975 — Рассказ о простой вещи (ТВ) (Режиссёр-постановщик: Леонид Менакер)
- 1977 — Как Иванушка-дурачок за чудом ходил (Режиссёр-постановщик: Надежда Кошеверова)
- 1977 — Строгая мужская жизнь (Режиссёр-постановщик: Анатолий Граник)
- 1978 — Удобно в пути (короткометражный) (рекламный) (Режиссёр-постановщик: Вячеслав Сорокин)
- 1979 — Соловей (Режиссёр-постановщик: Надежда Кошеверова)
- 1982 — Ослиная шкура (Режиссёр-постановщик: Надежда Кошеверова)
- 1984 — И вот пришёл Бумбо… (совместно с Бетти Лившиц) (Режиссёр-постановщик: Надежда Кошеверова)

#### Звукооператор дубляжа
- 1954 — Фейерверк (ФРГ) (Режиссёр-постановщик: Курт Хофман)
- 1958 — Они знали друг друга (ГДР) (Режиссёр-постановщик: Рихард Грошопп)
- 1962 — Партизанский отряд действует (Китай) (Режиссёр-постановщик: Цзян Ин-изун)
- 1963 — Цель путешествия Эрфурт (ГДР) (Режиссёр-постановщик: Хайнц Фишер)
- 1964 — Девочка и эхо (Литовская киностудия) (Режиссёр-постановщик: Арунас Жебрюнас)
- 1968 — Валентин из Сьерры (Мексика) (Режиссёр-постановщик: Рене Кардона)
- 1972 — Большое путешествие Агаты Швайгерт (ГДР) (ТВ) (Режиссёр-постановщик: Йоахим Кунерт)
- 1974 — Пойми меня, мама (ГДР) (Режиссёр-постановщик: Герман Цшохе)
- 1974 — Ульзана (ГДР) (Режиссёр-постановщик: Готтфрид Кольдиц)
- 1975 — Отель «Пацифик» (Польша) (Режиссёр-постановщик: Януш Маевский)
- 1976 — Свет на виселице (ГДР) (Режиссёр-постановщик: Хельмут Ницшке)
- 1978 — Ореховый хлеб Литовская киностудия (Режиссёр-постановщик: Арунас Жебрюнас)
- 1977 — Охотник (Канада) (Режиссёр-постановщик: Зейл Р. Дэлен)
- 1979 — Кусок хлеба (Индия) (Режиссёр-постановщик: Манмохан Десан)
- 1980 — По дороге жизни (Бразилия) (Режиссёр-постановщик: Гильере Лисбоа)